# Лебанов, Иван
Иван Лебанов (болг. Иван Лебанов; род. 10 декабря 1957 года, Гостун) — болгарский лыжник, призёр Олимпийских игр в Лейк-Плэсиде. Единственный в истории болгарский призёр Олимпийских игр в лыжных гонках.
В Кубке мира Лебанов дебютировал в 1982 году, в том же году единственный раз в карьере попал в десятку лучших на этапе Кубка мира. Кроме этого имеет на своём счету 4 попадания в двадцатку лучших на этапах Кубка мира. Лучшим достижением Лебанова в общем итоговом зачёте Кубка мира является 41-е место в сезоне 1981/82.
На Олимпиаде-1976 в Инсбруке стартовал в двух гонках, эстафета — 14-е место, 15 км — 24-е место.
На Олимпиаде-1980 в Лейк-Плэсиде завоевал бронзу в гонке на 30 км (первый представитель Болгарии, выигравший медаль на зимних Олимпийских играх во всех видах спорта), кроме того занял 15-е место в гонке на 15 км.
С 2007 по 2011 год был кметом общины Велинград.